# Antonovca, Sîngerei
Antonovca este un sat din cadrul comunei Copăceni din raionul Sîngerei, Republica Moldova.